# راکل کسیدی
راکل کَسیدی (انگلیسی: Raquel Josephine Dominic Cassidy؛ زادهٔ ۲۲ ژانویهٔ ۱۹۶۸) هنرپیشه اهل بریتانیا است.
از فیلم‌ها و برنامه‌های تلویزیونی که وی در آن نقش داشته‌است می‌توان به صخره‌های آزادی، دانتون ابی و پوآرو و بدترین جادوگر ومعلم‌ها وحیوانات مهمانی و بادکنک سربی اشاره کرد کرد.
کسیدی در یک نقش اولیه در یک قسمت از آن نقش لولا چاوز را بازی کرد که غالباً به اسپانیایی صحبت می‌کنند.
در سال ۲۰۰۱ او نقش سوزان گیتلی را در فیلم معلمان بازی کرد.
در سال ۲۰۱۳ کسیدی به جمع بازیگران دانتون ابی پیوست و نقش سه دزد توانبخشی و خانمها- فیلیس باکسر را برای سه سری آخر این سریال بازی کرد.
در سال ۲۰۱۵ برنده جایزه انجمن بازیگران صفحه نمایش برای عملکرد برجسته در یک سریال درام شد.
او پس از آن نقش جوی هکاتی هاردبروم در چهار سری فیلم بدترین جادوگر بازی کرد.